# Villa Santa Lucia
Villa Santa Lucia – miejscowość i gmina we Włoszech, w regionie Lacjum, w prowincji Frosinone.
Według danych na rok 2004 gminę zamieszkiwały 2623 osoby, 145,7 os./km².